# Elecciones legislativas de Ecuador de 1900
Las elecciones legislativas de Ecuador de 1900 se celebraron ese año para renovar a la Cámara de Diputados y del Senado de Ecuador. 
Se eligieron 71 legisladores, necesitando 36 votos para mayoría del Congreso en pleno. 
Acorde a la normativa de la época, los legisladores eran electos por nominación libre de los electores, sin auspicio partidista o limitaciones por provincia, por lo que en ocasiones un legislador era electo por varias provincias o para ambas cámaras. 

## Senadores
30 Senadores, 16 votos para mayoría de la Cámara del Senado.
| Provincia  | Senador                              |
| ---------- | ------------------------------------ |
| Carchi     | Manuel Velasco Polanco               |
| Carchi     | Juan Benigno Vela Hervas             |
| Imbabura   | Alejandro Gomez de la Torre Mantilla |
| Imbabura   | Genaro Larrea Vela                   |
| Pichincha  | Luis Felipe Borja Pérez              |
| Pichincha  | Manuel Benigno Cueva Betancourt      |
| León       | Alejandro Vasconez Cepeda            |
| León       | Alejandro Maldonado Izurieta         |
| Tungurahua | Angel Modesto Borja Sanchez          |
| Tungurahua | Juan Benigno Vela Hervas             |
| Chimborazo | Javier Davalos Leon                  |
| Chimborazo | Julio Román Lizarzaburu              |
| Bolívar    | Facundo Vela                         |
| Bolívar    | Francisco Hipolito Moncayo Yépez     |
| Cañar      | Alberto Muñoz Vernaza                |
| Cañar      | Luis Gonzalez Cordova                |
| Azuay      | Miguel Prieto                        |
| Azuay      | Manuel Benigno Cueva Betancourt      |
| Loja       | Francisco de Paula Arias Valdivieso  |
| Loja       | Mateo Valdivieso                     |
| El Oro     | Juan Francisco Game Valarezo         |
| El Oro     | Angel Serrano Renda                  |
| Guayas     | Jose Rosendo Carbo Rodriguez         |
| Guayas     | Aurelio Noboa Baquerizo              |
| Los Ríos   | Rafael Ontaneda                      |
| Los Ríos   | Jose de Lapierre Cucalón             |
| Manabí     | Alejo Lascano Bahamonde              |
| Manabí     | Juan Polit Cassard                   |
| Esmeraldas | Alejo Lascano Bahamonde              |
| Esmeraldas | Manuel A. Franco Vera                |

## Diputados
41 diputados, 21 votos para mayoría de la Cámara de Diputados.
| Provincia  | Diputado                        |
| ---------- | ------------------------------- |
| Carchi     | Luciano Coral Morillo           |
| Imbabura   | Manuel Maria Almeida Correa     |
| Imbabura   | Reinaldo Valdivieso Villarreal  |
| Pichincha  | Rafael Barriga Larrea           |
| Pichincha  | Manuel Maria Guerra Peñaherrera |
| Pichincha  | Pablo I. Navarro Larrea         |
| Pichincha  | Jorge Zaldumbide Arteta         |
| Pichincha  | Ezequiel Cevallos Zambrano      |
| Pichincha  | Luis R. Pazmiño Cardenas        |
| León       | Rafael Vasconez Gomez           |
| León       | Manuel E. Escudero Viteri       |
| León       | Abelardo Posso Flores           |
| Tungurahua | Leonidas Plaza Gutierrez        |
| Tungurahua | Juan Antonio Lopez Baca         |
| Tungurahua | Abel Pachano Baca               |
| Chimborazo | Juan Chiriboga Freire           |
| Chimborazo | Isidoro Cordovez Ricaurte       |
| Chimborazo | J. Adelberto Araujo Ordoñez     |
| Chimborazo | Dario Fiallo Ponton             |
| Bolívar    | Roberto Andrade Rodriguez       |
| Cañar      | Ariolfo Carrasco Tamariz        |
| Cañar      | Rafael Aguilar Pesántez         |
| Azuay      | Octavio Diaz Leon               |
| Azuay      | Herminio Arteaga                |
| Azuay      | Leonidas Plaza Gutierrez        |
| Azuay      | Federico Guillen                |
| Loja       | Jose Maria Ayora Cueva          |
| Loja       | Angel Ruben Ojeda Torres        |
| Loja       | Manuel E. Rengel Suquilanda     |
| El Oro     | Meliton Ochoa                   |
| Guayas     | Emilio Estrada Carmona          |
| Guayas     | Luis Adriano Dillon Reyna       |
| Guayas     | Leonidas S. Benites Torres      |
| Guayas     | Sergio Alcivar Vasquez          |
| Guayas     | Manuel P. Mariscal              |
| Guayas     | Amalio Puga Salazar             |
| Los Ríos   | Elias Falconi                   |
| Manabí     | Camilo Octavio Andrade López    |
| Manabí     | Marcos A. Andrade Pazmiño       |
| Manabí     | Daniel E. Proaño Aguilera       |
| Esmeraldas | Rafael A. Palacios Portocarrero |

Fuente: